# Droga krajowa nr 120 (Kostaryka)
Droga krajowa nr 120 (hiszp. Ruta Nacional Secundaria 120/Ruta 120) – jedna z dróg krajowych w Kostaryce. Znajduje się ona w prowincjach Alajuela i Heredia.

## Opis
W prowincji Alajuela droga krajowa nr 120 przebiega przez kanton Alajuela (przez dystrykt Sabanilla), kanton Grecia (przez dystrykt San Isidro) oraz kanton Poás (przez dystrykt San Juan i Sabana Redonda).
W prowincji Heredia droga krajowa nr 120 przebiega przez kanton Heredia (przez dystrykt Varablanca).